# Canton de Saint-Martin-en-Bresse
Le canton de Saint-Martin-en-Bresse est un ancien canton français situé dans le département de Saône-et-Loire et la région Bourgogne-Franche-Comté.

## Géographie
Ce canton était organisé autour de Saint-Martin-en-Bresse dans l'arrondissement de Chalon-sur-Saône. Son altitude variait de 173 m (Allériot) à 218 m (Guerfand) pour une altitude moyenne de 194 m.

## Histoire
De 1833 à 1848, les cantons  de Verdun-sur-le-Doubs et de Saint-Martin-en-Bresse avaient le même conseiller général. Le nombre de conseillers généraux était limité à 30 par département.

## Représentation

### Conseillers d'arrondissement (de 1833 à 1940)
| Période                                  | Période          | Identité                                        | Étiquette          | Qualité |
| ---------------------------------------- | ---------------- | ----------------------------------------------- | ------------------ | --- |
| 1833                                     | 1836             | Michel François Jean Baptiste Lantin de Montcoy | Légitimiste        | Propriétaire à Chalon-sur-Saône                                                                             |
| 1836                                     | 1839             | M. Saunier                                      |                    | Propriétaire à Saint-Maurice-en-Rivière                                                                     |
| 1839                                     | 1848             | Jacques Jean-Baptiste Poulleau aîné             |                    | Juge de paix, maire de Saint-Martin-en-Bresse                                                               |
| 1848                                     | 1852             | Aimé Ignace Girardot                            |                    | Ancien instituteur, propriétaire à Villegaudin                                                              |
| 1852                                     | 1871             | Claude Anne Violot                              |                    | Médecin à Chalon-sur-Saône, propriétaire à Saint-Martin-en-Bresse                                           |
| 1871                                     | 1877             | Joseph Gonnot                                   |                    | Notaire, juge de paix à Saint-Martin-en-Bresse                                                              |
| 1877                                     | 1882 (décès)     | Jean Louis Chaussier                            |                    | Propriétaire à Damerey                                                                                      |
| 1882                                     | 1895             | Régis de Rivérieulx de Varax (1843-1920)        | Conservateur       | Propriétaire agriculteur à Montcoy                                                                          |
| 1895                                     | 1901             | B. Mugnier                                      | Républicain        | Propriétaire à Villegaudin                                                                                  |
| 1901                                     | Avr.1910 (décès) | Joseph Lavaivre (1843-1910)                     | Républicain rallié | Régisseur, maire de Montcoy                                                                                 |
| 29 mai 1910                              | 1919             | Claude Charton (1870-1935)                      |                    | Maréchal-ferrant, négociant en machines agricoles, maire de Saint-Martin-en-Bresse                          |
| 1919                                     | 1925             | Marcel Perrusson                                |                    | Maire d'Allériot                                                                                            |
| 1925                                     | 1931             | Léon Junon                                      |                    | Maire de Damerey                                                                                            |
| 1931                                     | 1934             | Emile Michelin                                  | Rad.               | Cultivateur Maire de Saint-Martin-en-Bresse                                                                 |
| 1934                                     | 1940             | Louis Tétu                                      | Rad.               | Maire de Bey                                                                                                |
| 1940                                     |                  |                                                 |                    | Les conseils d'arrondissement ont été suspendus par la loi du 12 octobre 1940 et n'ont jamais été réactivés |
| Les données manquantes sont à compléter. |                  |                                                 |                    | |

### conseillers généraux de 1833 à 2015
| Période | Période      | Identité                                         | Étiquette     | Qualité |
| ------- | ------------ | ------------------------------------------------ | ------------- | --- |
| 1833    | 1834 (décès) | Claude Camille Perret                            |               | Secrétaire d'ambassade Maire d'Écuelles (1815-1834)                                                             |
| 1834    | 1836         | Louis-Alexis Constantin                          |               | Propriétaire, maire de Verdun (1834-1836, 1843-1852, 1869-1870, 1873-1874)                                      |
| 1836    | 1848         | Jean-Baptiste Graillet-Bobet                     |               | Propriétaire et négociant à Ciel                                                                                |
| 1848    | 1852         | Philippe Charles Henri Venot                     | Républicain   | Notaire à Saint-Martin-en-Bresse Maire de Vérissey (1871)                                                       |
| 1852    | 1871         | Jean-Baptiste Rollet                             |               | Notaire à Damerey                                                                                               |
| 1871    | 1892         | Claudius Violot (1837-1898)                      | Droite        | Propriétaire, conseiller municipal de Mervans                                                                   |
| 1892    | 1914 (décès) | Jacques Chaussier                                | Rad.          | Commerçant, propriétaire à Damerey Député (1900-1914)                                                           |
| 1919    | 1934         | Louis Fontaine                                   | SFIO          | Instituteur en retraite à Saint-Martin-en-Bresse                                                                |
| 1934    | 1940         | Emile Michelin (1870-1950)                       | Rad.          | Cultivateur Maire de Saint-Martin-en-Bresse, conseiller d'arrondissement Nommé conseiller départemental en 1942 |
|         |              |                                                  |               | |
| 1945    | 1976         | Alphonse Michelin (1907-1978, fils d'É.Michelin) | Rad. puis MRG | Cultivateur Maire de Saint-Martin-en-Bresse                                                                     |
| 1976    | 1982         | Charles Humblot (1921-2017)                      | UDF           | Boucher-charcutier à Saint-Martin-en-Bresse                                                                     |
| 1982    | 2001         | André Juillard (1936-2002)                       | PCF           | Instituteur puis principal de collège Maire de Saint-Martin-en-Bresse (1977-2001)                               |
| 2001    | 2015         | Jean-Luc Voiret                                  | PS            | Instituteur Maire de Montcoy (2001-2014) Président de la Communauté de communes Saône et Bresse                 |

## Composition
| Nom                                | Code Insee | Intercommunalité      | Superficie (km2) | Population (dernière pop. légale) | Densité (hab./km2) |
| ---------------------------------- | ---------- | --------------------- | ---------------- | --------------------------------- | ------------------ |
| Saint-Martin-en-Bresse (chef-lieu) | 71456      | CC Saône Doubs Bresse | 34,59            | 1 939 (2014)                      | 56                 |
| Allériot                           | 71004      | CC Saône Doubs Bresse | 13,46            | 1 079 (2014)                      | 80                 |
| Bey                                | 71033      | CC Saône Doubs Bresse | 8,92             | 799 (2014)                        | 90                 |
| Damerey                            | 71167      | CC Saône Doubs Bresse | 11,62            | 557 (2014)                        | 48                 |
| Guerfand                           | 71228      | CC Saône Doubs Bresse | 6,44             | 205 (2014)                        | 32                 |
| Montcoy                            | 71312      | CC Saône Doubs Bresse | 9,06             | 251 (2014)                        | 28                 |
| Saint-Didier-en-Bresse             | 71405      | CC Saône Doubs Bresse | 11,29            | 163 (2014)                        | 14                 |
| Saint-Maurice-en-Rivière           | 71462      | CC Saône Doubs Bresse | 18,57            | 581 (2014)                        | 31                 |
| Villegaudin                        | 71577      | CC Saône Doubs Bresse | 8,96             | 208 (2014)                        | 23                 |

## Démographie
| 1962  | 1968  | 1975  | 1982  | 1990  | 1999  | 2007  |
| ----- | ----- | ----- | ----- | ----- | ----- | ----- |
| 3 008 | 3 232 | 3 151 | 3 805 | 4 328 | 4 509 | 5 363 |